# Berit Gullberg
Berit Gullberg-Törnqvist, född Cleve 9 april 1939 i Stora Kopparbergs församling i Kopparbergs län, är en svensk författare, programledare, informationschef och teaterförläggare.

## Biografi
Berit Gullberg är dotter till brandkonsulenten Stellan Cleve och bibliotekassistenten på Dramatens bibliotek Nea Cleve, ogift Dahnberg. Gullberg inledde sin bana inom teatern som revyprimadonna i skolåren. Hon blev filosofie kandidat vid Stockholms universitet 1965 och var presschef hos Rabén & Sjögren bokförlag 1965–68. Hon kom sedan till Dramaten, där hon var informationschef från 1968 och marknadschef 1985–88.
Hon har också verkat som frilansjournalist och PR-konsult, producerat radioprogram, varit förläggare för Bonniers teaterförlag 1980–81, pressansvarig för Ingmar Bergman-filmen Fanny och Alexander,  programledare för Sveriges Televisions morgonprogram Gomorron Sverige 1984–85 samt verkat som kultur- och teaterproducent. Hon producerade jämställdhetsrevyn Helga Wrede 1991 och skrev manus till Sveriges Televisions dramafilm Nypappan 1991. 
Berit Gullberg är också författare och debuterade med boken Elfrida 1980. Hon är grundare av och förlagschef på Colombine teaterförlag.
Åren 1963–72 var hon gift med försäkringsdirektören Staffan Gullberg (1937–1988). Sedan 2019 är hon gift med artisten Owe Thörnqvist (född 1929), som hon levt med sedan 1980-talet. De träffades när han var gäst i Gomorron Sverige och hon var programledare.

## Utmärkelser
- Statstjänstemannaförbundets arbetslivpris för Helga Vrede 1996
- Norska Dramatikerförbundets hederspris 2002
- Riddare av 1:a klass av Norska förtjänstorden (2 december 2008)[8]
- Svenska kungamedaljen i 8:e storleken i serafimerordens band 2009

## Filmografi
- 1981 – Sopor